# 耿仁
耿仁（13世纪—1282年），元朝官员，元世祖时中书左丞。
至元十四年（1277年）由参议中书省事升为参知政事。至元十七年（1280年）因为依附权臣阿合马，被提升为中书省左丞。至元十九年（1282年）耿仁建议，让江南税粮输米三分之一，剩下的一起折为输钞。以七百万锭为率，一年得羡钞十四万锭。又请改变诸王公主分地所设达鲁花赤不迁调的成例，任满调任，元世祖下诏采纳他的建议。阿合马被杀后，他以党附奸臣之罪逮捕处死。